# Gen cinematografic

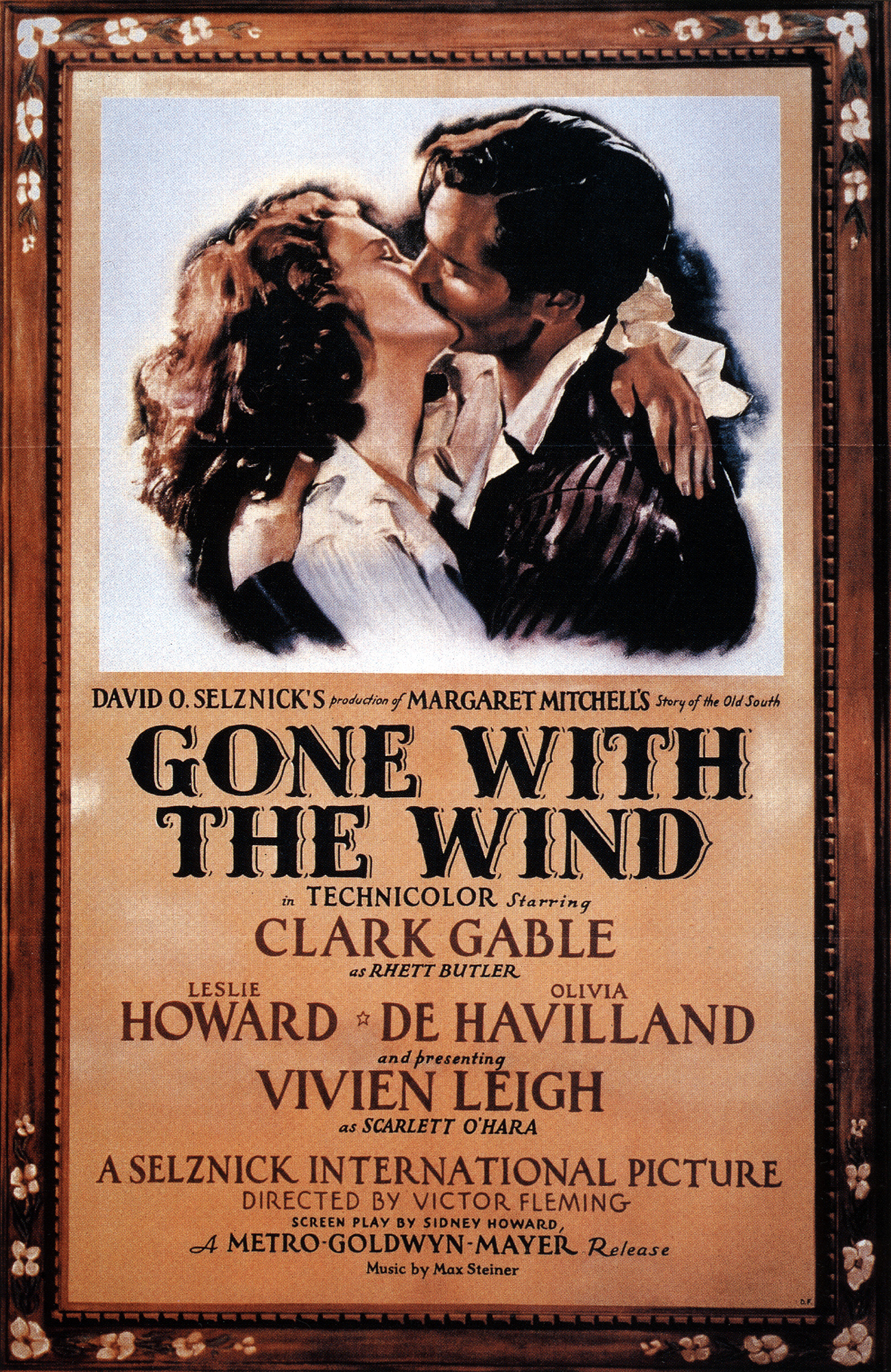
Producția cinematografică Pe aripile vântului este un exemplu de film care include elemente din mai multe genuri de film, inclusiv dramă, război și de dragoste.

În teoria filmului, genul cinematografic se referă la metoda de categorisire a filmelor pe baza similitudinilor elementelor narative ale filmului sau a răspunsului emoțional pe care îl provoacă. Majoritatea genurilor de film sunt împrumutate din critica literară de specialitate. În terminologia practică a criticii de film, se recunoaște adesea în aceste categorisiri și apropierea de studiile literare (vezi și textul). 
În ansamblu, genurile de film nu au fost încă sistematizate, din cauza schimbării sensului prin care genurile de filme au trecut deseori de-a lungul timpului. Dar și pentru că denumirile de gen pot fi înțelese diferit în contexte culturale sau lingvistice diferite. De exemplu, în lumea de limbă engleză, o dramă cinematografică se referă în general la un film caracterizat printr-o înfățișare pronunțată a personalităților individuale, în timp ce caracteristica acestui gen, așa cum este înțeles în țările de limbă germană, este un act în sensul dramei clasice sau unul deosebit de interesant sau dificil, respectiv cu un curs tragic de acțiune. 

## Definiții
Sondajele au arătat că, de-a lungul timpului, a rezultat un număr mare format din trei cifre atribuit denumirii de gen, care cuprind grupuri de filme diferite. Acest rezultat se explică în mare măsură prin faptul că publicitatea cinematografică și critica de film se referă mereu la alte filme, iar această nevoie generează constant noi denumiri de gen. O tendință care este favorizată de faptul că filmele poartă adesea caracteristicile mai multor genuri în sine (vezi Sincretismul de gen ), combinațiile respective sunt numite ca noi genuri. Această abordare nu este susținută de teoreticienii genului din teoria filmului. Aceștia definesc genurile individuale în special prin contexte de producție apropiate, un repertoriu de forme convenționalizate și o înțelegere stabilă care există atât din partea producătorilor, cât și a publicului. 
Cât de controversate pot fi abordările de definiție, ilustrează exemplul filmului noir, în care savanții de film nu cad de acord între ei cu privire la faptul că este vorba despre un gen sau o orientare de stil. 
În ciuda tuturor dificultăților de definire și delimitare, este cel puțin în mare măsură necontestat faptul că, conceptul de gen nu este aplicat „marilor genuri” ale filmului. Acestea includ, în special, genurile de lungmetraj, film documentar, film experimental, film de artă, film educațional, film comercial / de propagandă și film de afaceri. 
În sensul mai restrâns, acesta nu include genurile care sunt determinate prin caracteristici tehnice specifice (de exemplu, filmul mut, filmul alb-negru, filmul 3D și filmul de desene animate / animație). 
Deși unele genuri de filme sunt uneori categorisite în legătură cu anumite condiții de producție (de exemplu, film independent) sau cu o anumită lungime de film (scurtmetraj), acestea nu sunt strict în acest sens denumite. Acest lucru este de asemenea valabil, în legătură cu grupurile țintă pentru care sunt realizate (de exemplu, filmele pentru copii și filmele pentru tineret). 
Comparativ dificilă este diferențierea dintre anumite stiluri și mișcări. Deși curentele cinematografice precum Noul val sau Neorealismul italian au o importanță istorică deosebită, ele nu sunt considerate de cele mai multe ori ca genuri. Și asta pentru că acestea sunt producții specifice, printre altele, diferențiate estetic. 

## Gen
În afara distincției de bază a genului între ficțiune și documentar (din care au reieșit forme hibrid, ca, de exemplu, docu-ficțiunea și docu-drama), genurile de film pot fi împărțite în mai multe feluri. Astfel pot exista asemănări în special într-o formă narativă specifică (film de comedie, dramă) sau stare de dispoziție (film de dragoste, thriller), în ceea ce privește tema conținutului (film polițist, film de fantezie) sau în referințe istorice ori spațiale (film istoric). Filmele care aparțin așa-numitelor genuri de bază, cum ar fi științifico-fantastic, fantezie, de groază, acțiune, thriller, mister, sunt denumite filme de gen. Film de gen se numește „atunci când conceptul de gen joacă un rol mai pronunțat în producția și prezentarea filmului”.
Decorul este mediul în care povestea are loc (de exemplu film de război, western, epopee spațială). 
Tema se refera la conceptele explorate de film (de exemplu film science - fiction, film sportiv, film polițist), film de capă și spadă.
Starea se referă la tonul emoțional al producției (de exemplu film de comedie, film horror, dramă).
Formatul se referă la felul în care a fost filmată producția sau tipul de prezentare (e.g., 35 mm, 16 mm sau 8 mm). 
De asemenea, filme se mai pot categorisi după publicul căruia îi este destinat (film pentru copii, pentru adolescenți, pentru femei) sau prin tipul de producție (de exemplu film de categoria B, blockbuster).
Nu în ultimul rând trebuie să amintim pentru a nu fi omise, denumirile de gen consacrate și foarte des întâlnite în domeniul cinematografic, următoarele: film de artă, film de autor, film cult, film epic, film independent și Film Dogma 95.

## Subgen
Genurile cinematografice folosesc adesea și subgenuri, precum în cazul filmelor în care tensiunea se acumulează pentru a crea neliniște, care fac parte din categoria horror psihologic. Genuri care la prima vedere nu par similare, pot fi combinate pentru a forma genuri hibrid, precum combinația de horror și comedie în seria de filme Cartea morților sau între dramă și muzical, ca, de exemplu, filmul Evita. Genuri combinate care se bucură de popularitate sunt comedia romantică și filmele de acțiune sau comedie.

## Clasificarea principalelor genuri de filme
Luând în considerare aspectul de grupare menționat la început, se pot distinge următoarele genuri de film: 
| Gen                        | Subgen |
| -------------------------- | --- |
| Film de acțiune            | Comedie de acțiune |
| Film de aventuri           | Film de sandale, Film de cavaleri, Filme cu pirați, Film de capă și spadă, Film de spionaj, Film cu indieni |
| Film biografic             | Film biografic muzical |
| Film de comedie            | Comedie muzicală, Sitcom, Film parodie, Tragicomedie, Slapstick, Comedia burlescă, Comedie de moravuri, Comedie romantică, Comedie grotescă, Comedie polițistă, Comedie satirică, Comedie de situații, Comedie de război. Commedia all'italiana |
| Crimă                      | Film de detectivi, Film noir, Film de gangsteri, Film de închisori, Film de procedură judiciară, Film polițist |
| Film cu dezastre           | |
| Film de dragoste           | Film romantic, Film de comedie romantică |
| Film dramatic              | Melodramă, Dramă psihologică, Dramă sentimentală, Dramă socială, Dramă politică, Comedie dramatică |
| Film epic                  | Film epic istoric, Film epic religios, Film epic romantic |
| Film de epocă              | |
| Film erotic                | |
| Film de familie            | Film pentru copii, Film pentru tineret, Film de Crăciun, Film de circ |
| Film de fantezie           | Film de basm, Fantezie înaltă |
| Film de groază             | Film cu monștri, Film slasher, Film de groază psihologic |
| Film istoric               | |
| Film mitologic             | |
| Film muzical               | Film musical, Film de dans, Film de operă, Film de operetă, Film-balet, Musicarello‎ |
| Film politic               | |
| Film polițist              | |
| Film portret               | |
| Film de propagandă         | |
| Film de război             | Film de partizani, Filme anti-război. Vezi o listă completă aici |
| Road movie                 | |
| Film sportiv               | Film de box, Film aviatic, Film cu automobilism |
| Film științifico-fantastic | Film apocaliptic |
| Thriller (gen)             | Thriller politic, Thriller psihologic, Thriller erotic, Giallo |
| Western                    | Western spaghetti, Eastern |